# 22848 Крісгерріот
22848 Крісгерріот (22848 Chrisharriot) — астероїд головного поясу, відкритий 9 вересня 1999 року.
Тіссеранів параметр щодо Юпітера — 3,516.